# أوسكار فييرا
أوسكار فييرا (بالإسبانية: Oscar Vieyra)‏ هو لاعب كرة قدم مكسيكي في مركز الوسط، ولد في 19 أبريل 1992.

## وصلات خارجية
- أوسكار فييرا على موقع قاعدة بيانات كرة القدم.إي يو (الإنجليزية)
- أوسكار فييرا على موقع Soccerway.com (الإنجليزية)